# جوزيف بيلي
جوزيف بيلي (بالإنجليزية: Joseph Bailey)‏ هو محامي وسياسي أمريكي، ولد في 18 مارس 1810 في الولايات المتحدة، وتوفي في 26 أغسطس 1885. حزبياً، نشط في الحزب الديمقراطي.

## مناصب
- انتخب أمين صندوق الدولة [الإنجليزية]‏.
- انتخب عضو مجلس ولاية بنسيلفانيا.
- انتخب عضو مجلس نواب بنسيلفانيا.
- انتخب عضو مجلس النواب الأمريكي.